# Salar de Capur
Der Salar de Capur ist ein Salzsumpf in der Atacamawüste in Nord-Chile. Er liegt eingebettet in der Hoch-Puna am Cerro Capur (5.204 m) etwa 50 km südlich von der Oase Socaire in der Kommune San Pedro de Atacama.
Der Salar de Capur ist die Senke eines abflusslosen, relativ kleinen Wassereinzugsgebiets von 121,8 km² mit elf Zuflüssen. Auf seiner Gesamtfläche von 27 km²  gibt es eine sich saisonal verändernde offene Wasserfläche von 0,07 bis 6,15 km². Das Wasservolumen variiert von 65.000 bis zwei Millionen Kubikmeter.